# Brasserie de Tahiti
 (janvier 2014).
Si vous disposez d'ouvrages ou d'articles de référence ou si vous connaissez des sites web de qualité traitant du thème abordé ici, merci de compléter l'article en donnant les références utiles à sa vérifiabilité et en les liant à la section « Notes et références ».
La Brasserie de Tahiti est une entreprise de Polynésie française fondée en 1914 qui produit et distribue des boissons (bières, boissons gazeuses, jus de fruit, eaux, boissons énergétiques et énergisantes. Cette entreprise produit notamment la marque de bière Hinano, la bière polynésienne la plus consommée[réf. nécessaire], et détient les licences de production et commercialisation Coca-Cola[réf. nécessaire], Orangina et Scwheppes. 
Avec près de 400 employés, c’est le 7e employeur du territoire[réf. nécessaire] et en 2016, son chiffre d’affaires la place en 8e position des plus grandes entreprises de Polynésie[réf. nécessaire]. 1ère entreprise agroalimentaire de Polynésie française, c’est un acteur majeur du territoire. La Brasserie de Tahiti possède par ailleurs plusieurs filiales, et au total, ce sont 700 employés qui travaillent pour une des sociétés du groupe.

## Leader sur le marché polynésien des boissons
Avec environ 70 produits référencés, la Brasserie de Tahiti propose une très large gamme de boissons.

### Bière

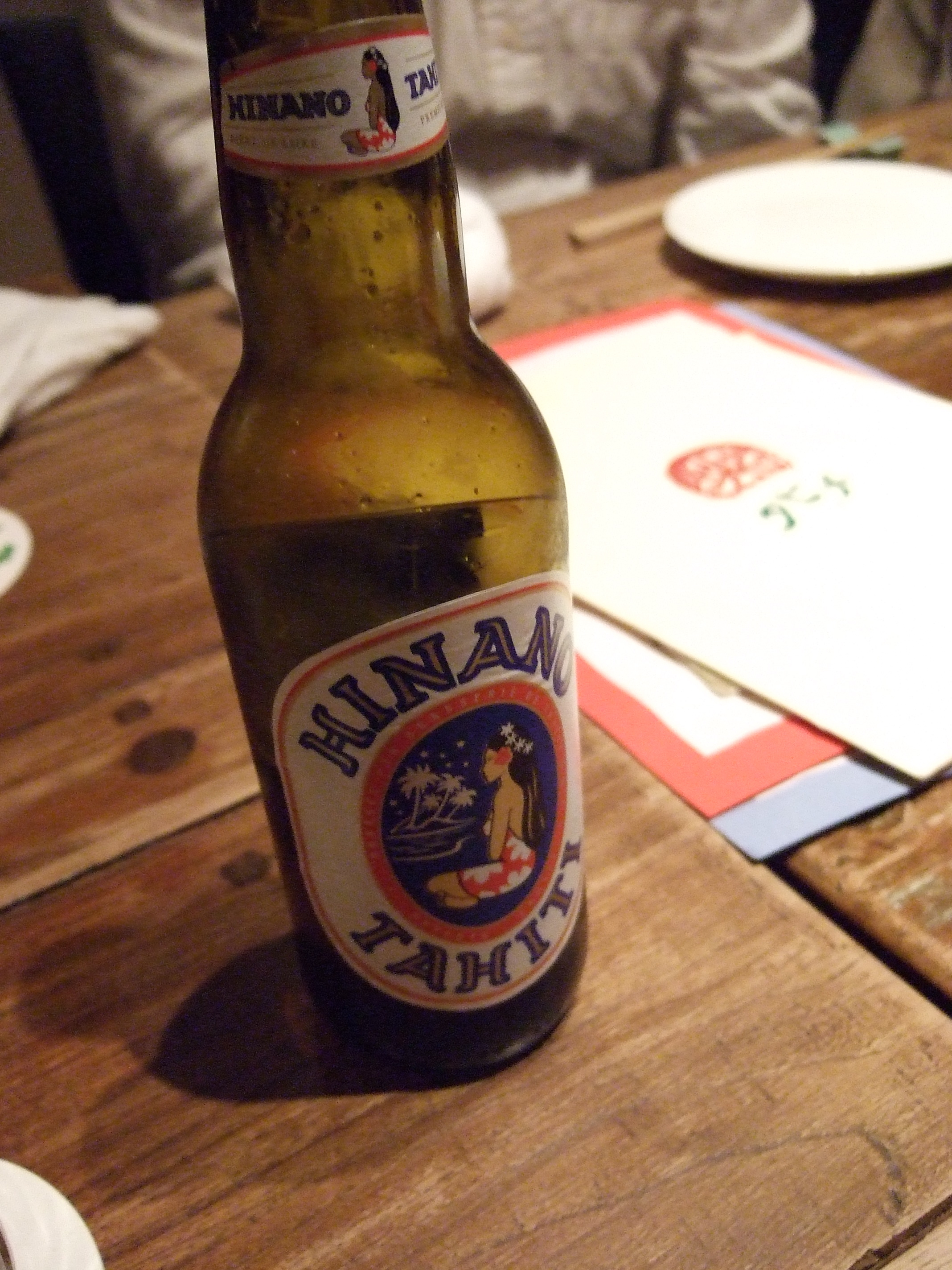
Bière Hinano

La société produit et distribue la célèbre marque de bière HINANO depuis 1955. Elle possède également la marque TABU et depuis 2017 elle produit et commercialise plusieurs références de bières artisanales. Elle possède également la licence de production Heineken depuis 1975.

### Boissons gazeuses
La Brasserie de Tahiti produit plusieurs marques étrangères sous licence : Coca-Cola, Orangina et Schweppes. L’entreprise domine également fortement ce marché de  4,1 milliards CFP, totalisant 78 % de part de marché. Le marché local, et par conséquent la domination de la brasserie de Tahiti, est également protégé par taxe de développement local (TDL). Cette dernière s’élève à 60 % pour les sodas importés.

### Jus de fruits et boissons aux fruits
L’entreprise est principalement présente sur le marché des jus de fruits via sa filiale Jus de Fruits de Moorea, qui produit les jus de la marque Rotui et les boissons Sunwave et Vaiti. 

### Eaux
La Brasserie de Tahiti produit les eaux Eau Royale, O'Tahiti, Premium Tahiti (eau en fontaine), Big One et Okipik. Elle est aussi l’importateur de la marque San Benedetto.

### Boissons énergétiques et énergisantes
La société distribue également les marques Powerade, Monster et Noni Energy.

### Autres activités
Le groupe Brasserie de Tahiti a également investi dans d’autres secteurs afin de créer des synergies avec son cœur de métier, en acquérant par exemple la société Plastiserd, fabricant de bouteilles et flacons en plastique, qui lui fournit ses contenants.  
La société SDA est une autre filiale du groupe Brasserie de Tahiti, spécialisée dans la distribution de biens de consommation tels que : fontaines à eau, distributeurs automatiques de boissons, armoires réfrigérées, distribution à domicile, etc. 

## Implantation concentrée sur l'île de Tahiti
C'est à Tahiti qu'est implanté cette société industrielle. L'entreprise possède notamment deux usines sur l'île de Tahiti : une usine de production de bière, de boissons gazeuses, d'eau et de jus à Punaruu, et une usine d'embouteillage des eaux Eau Royale et O'Tahiti à Arue. Le siège social de la Brasserie de Tahiti est situé à Papeete place Notre dame. Elle possède deux dépôts principaux de stockage à Arue et punaruu ainsi que deux dépôts secondaires à Raiatea et Bora Bora. Parmi ses filiales implantées sur l'île de Tahiti : SDA et Polynésie Froid qui emploie 152 salariés à Punaauia,  Plastiserd, Tahiti Sign et Tahiti Access qui en emploie 125 salariés à Tipaerui.
Moorea accueille l'usine Jus de Fruits de Moorea et la société Manutea qui produit et commercialise principalement des alcools.

## Faible rayonnement international
Seules les marques Hinano et O'Tahiti connaissent un développement à l'international. Hinano est distribuée en France sous licence par la société IBB.  
Elle s'exporte aux États-Unis (essentiellement en Californie et à Hawaii) ainsi qu'au Japon. Par ailleurs une entreprise de Nouvelle-Calédonie dispose d'une licence pour produire et distribuer la célèbre bière polynésienne. La marque O'Tahiti, quant à elle, s'exporte uniquement aux États-Unis et au Japon. 

## Dates clés
- 1914 : Création de la Brasserie de Tahiti, qui lancement la première bière polynésienne, l’Aorai.
- 1955 : la brasserie lance bière Hinano.
- 1959 : la brasserie de Tahiti obtient la licence Coca Cola.
- 1976 : la brasserie obtient licence de production de Schweppes et de Heineken.
- 1981 : la brasserie obtient la distribution exclusive des jus de fruits Rotui.
- 1987 : la brasserie obtient la licence de production Orangina.
- 1993 : la brasserie lance l’eau Premium Tahiti.
- 1994 : la brasserie obtient la licence de production des jus Rotui.
- 2000 : la brasserie achète la marque Eau Royale.
- 2001 : la brasserie acquiert les sociétés du groupe Jus de Fruits de Moorea.
- 2003 : la brasserie lance de la bière TABU.
- 2006 : la brasserie Lancement de la nouvelle eau de source « O’Tahiti ».
- 2007 : Certification ISO 9001
- 2008 : la brasserie accorde pour la première fois une licence de production de la marque Hinano à une société située en Nouvelle-Calédonie. (IBB possède désormais la licence de production pour la France. IBB n'importe plus la production polynésienne.)
- 2009 : Célébration des 50 ans de la marque Coca-Cola en Polynésie française
- 2009 : Obtention de la certification ISO 22 000
- 2014: Centenaire de la Brasserie de Tahiti
- 2017 : Lancement des bières artisanales